# Brothers Under the Chin
Brothers Under the Chin é um filme mudo do gênero comédia produzido nos Estados Unidos e lançado em 1924.